# Terpsiphone affinis

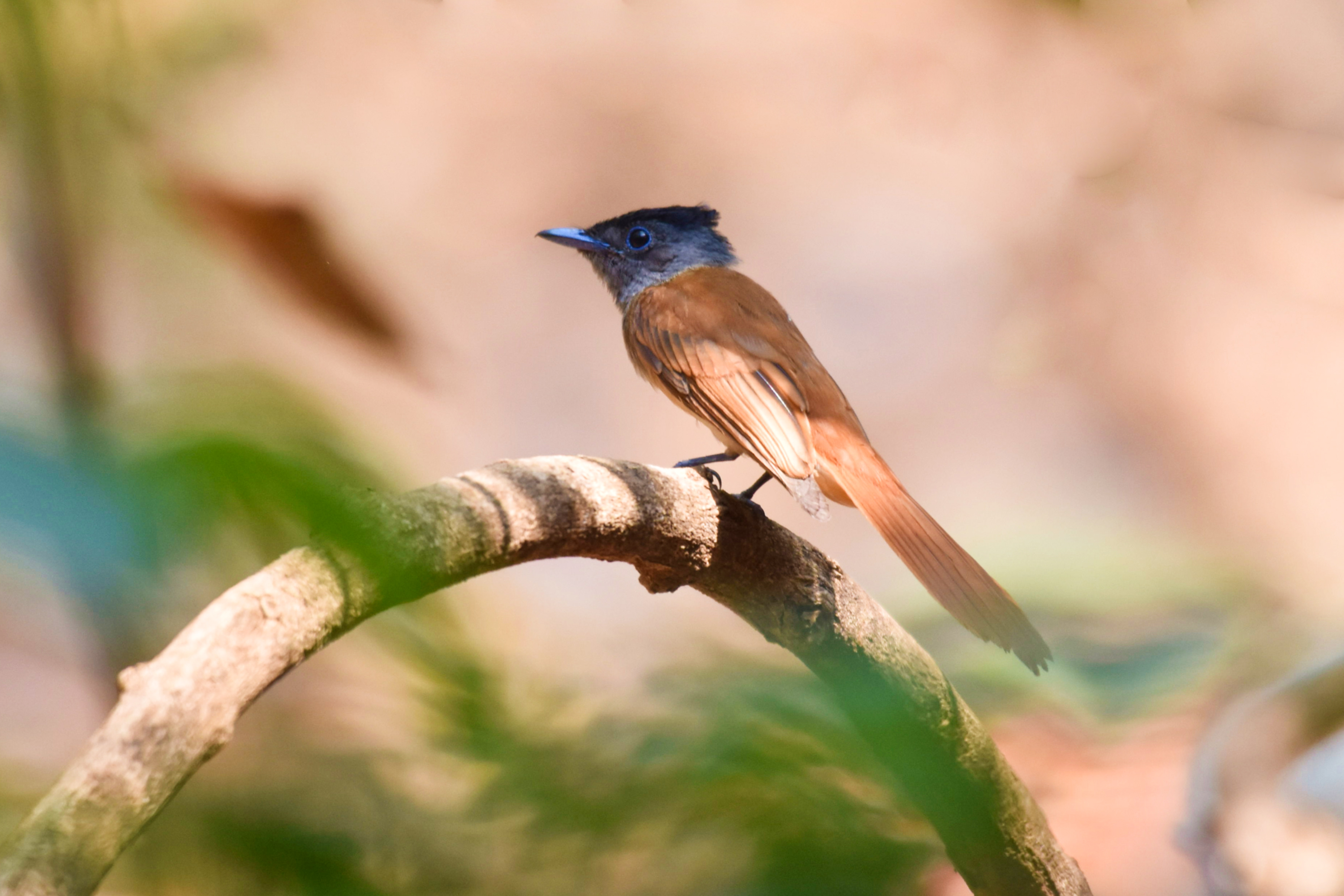
Східний монарх-довгохвіст

Terpsiphone affinis (монарх-довгохвіст східний) — вид горобцеподібних птахів родини монархових (Monarchidae). Мешкає в Південно-Східній Азії. Раніше вважався конспецифічним з азійським монархом-довгохвостом.

## Підвиди
Виділяють вісім підвидів:
- T. a. saturatior (Salomonsen, 1933) — східний Непал, Сіккім, Бутан, Північно-Східна Індія, східний Бангладеш і північна М'янма. Зимують на Малайському півострові;
- T. a. nicobarica Oates, 1890 — Нікобарські острови;
- T. a. burmae (Salomonsen, 1933) — центральна М'янма;
- T. a. indochinensis (Salomonsen, 1933) — від східної М'янми і південного Китаю до Індокитаю;
- T. a. affinis (Blyth, 1846) — Малайський півострів, Суматра, острови Ріау, Банка, Белітунг і Ява;
- T. a. procera (Richmond, 1903) — острів Сімьолуе;
- T. a. insularis Salvadori, 1887 — острів Ніас;
- T. a. borneensis (Hartert, E, 1916) — Калімантан.

## Поширення і екологія
Східні монархи-довгохвости мешкають в Індії, Непалі, Бутані, Бангладеш, М'янмі, Китаї, Таїланді, Лаосі, В'єтнамі, Камбоджі, Малайзії, Індонезії і Брунеї. Гімалайські популяції взимку мігрують на південь. Східні монархи-довгохвости живуть у вологих тропічних лісах, на узліссях і галявинах, на плантаціях, в парках і садах. Живляться комахами, яких ловлять в польоті.